# Juliet Landau

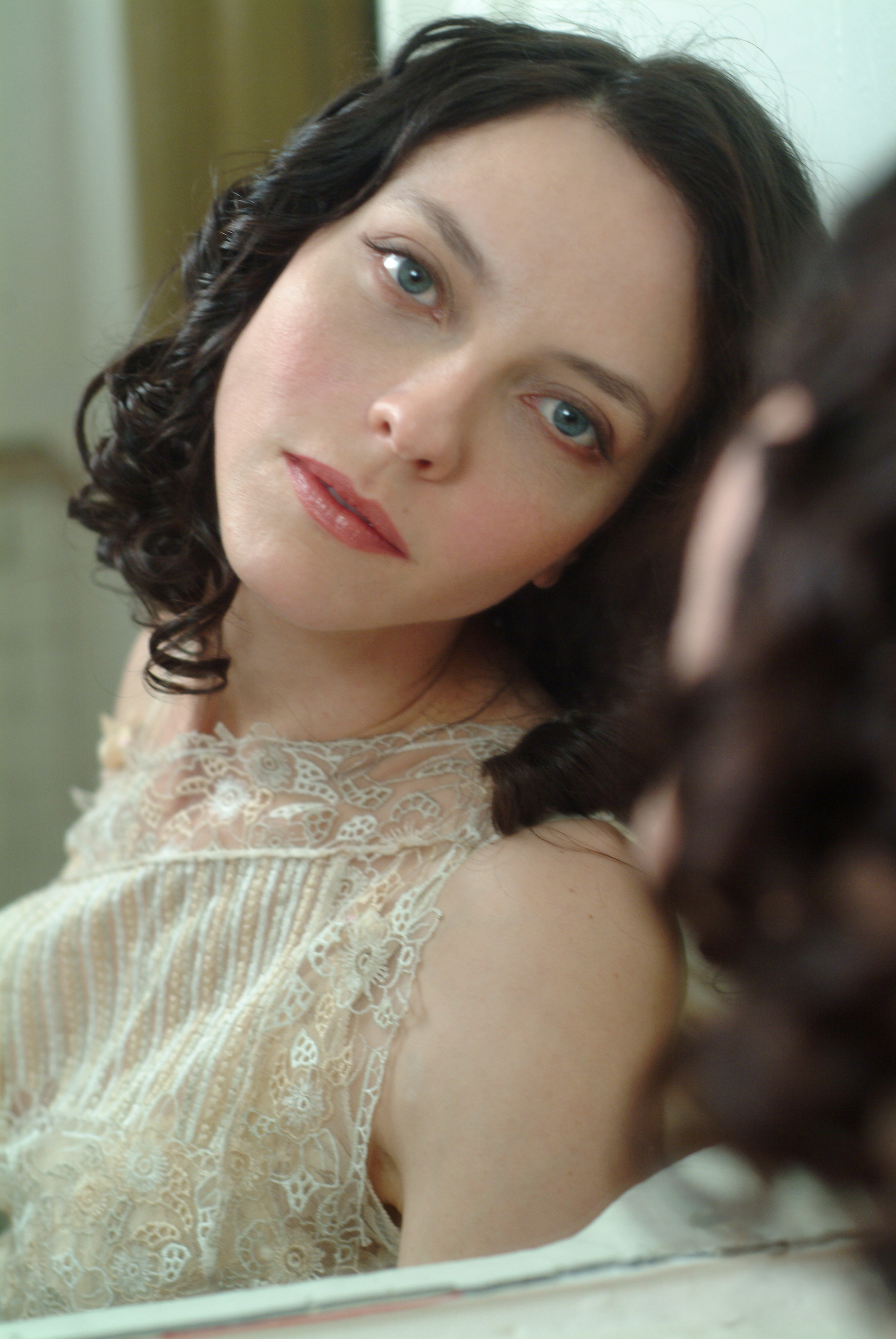
Juliet Landau (2007)

Juliet Landau (* 30. März 1965 in Los Angeles) ist eine US-amerikanische Schauspielerin.

## Karriere
Landau ist eine Tochter der Schauspieler Barbara Bain und Martin Landau. Ihre Schwester ist die Filmproduzentin Susan Landau Finch. Als Kind zog sie mit ihren Eltern nach England, wo sie an der American School in London Schauspielerei und klassisches Ballett lernte. Im Alter von 18 Jahren kehrte sie mit ihren Eltern in die USA zurück.
Einem breiteren Publikum wurde Juliet Landau vor allem durch ihre Gastrolle als exzentrischer Vampir Drusilla in den international populären amerikanischen Fernsehserien Buffy – Im Bann der Dämonen und Angel – Jäger der Finsternis bekannt. Im letzteren Fall brachte ihr die Rolle eine Nominierung als beste TV-Nebendarstellerin für den Saturn Award im Jahr 2001 ein.
2010 feierte Juliet Landau ihr Regiedebüt mit dem Film Take Flight. Dieser ist eine Dokumentation über Gary Oldman, der sie darum bat ein „Making Of“ für ihn zu übernehmen, was dazu führte, dass sie einen „einzigartigen Einblick in seinen kreativen Arbeitsprozess“ bekam und somit die Dokumentation über ihn machte. 2012 veröffentlichte sie ihre erste Comic-Buchreihe in Zusammenarbeit mit Joss Whedon.

## Filmografie (Auswahl)
- 1990: Hart auf Sendung (Pump Up the Volume)
- 1990: Grifters (The Grifters)
- 1992: Parker Lewis – Der Coole von der Schule (Days of Our Lives, Fernsehserie, Folge 2x20)
- 1994: Ed Wood
- 1995: T-Rex (Theodore Rex)
- 1999: Millennium – Fürchte deinen Nächsten wie Dich selbst (Millennium, Fernsehserie, Folge 3x15: Forcing the End)
- 1999: Nikita (La Femme Nikita) (Fernsehserie, Folge 3x15: Sarahs letzter Auftrag)
- 1997–2003: Buffy – Im Bann der Dämonen (Buffy the Vampire Slayer, 17 Folgen)
- 2000–2004: Angel – Jäger der Finsternis (Angel, Fernsehserie, 7 Folgen)
- 2004: Toolbox Murders
- 2003: Strong Medicine: Zwei Ärztinnen wie Feuer und Eis (Strong Medicine, Fernsehserie, Folge 4x17)
- 2005:	Fatal Reunion
- 2005–2006: Justice League Unlimited (Fernsehserie, Stimme von Tala, Plastipue, Bernadeth, Rama, Kushna)
- 2007: Hack!
- 2008–2010: Ben 10: Alien Force (Fernsehserie, Stimme von Helen, Natalie/Anodite Verdona, Tini)
- 2011–2012: Ben 10: Ultimate Alien (Fernsehserie, Stimme von Fritz Natalie/Verdona, French Classroom Teacher)
- 2012: Criminal Minds (Fernsehserie, Folge 7x19: Des Teufels Bräute)
- 2012: Green Lantern: The Animated Series (Fernsehserie, 3 Folgen, Stimme von Drusa)
- 2019: Bosch (Fernsehserie, 3 Folgen)
- 2020: A Place Among the Dead (auch Regie)
- 2025 Bosch: Legacy (Fernsehserie, 4 Folgen)